# Ziad Majed
Ziad Majed (né en 1970 à Beyrouth) est un politologue, professeur universitaire et chercheur franco-libanais. Il est auteur et co-auteur d'ouvrages, d'articles et d'études sur les réformes, les transitions démocratiques, les élections, la société civile et la citoyenneté au Liban, en Syrie et dans la région arabe.

## Biographie
Après avoir étudié les sciences économiques et la littérature arabe à l'université américaine de Beyrouth et travaillé pendant huit ans à la Croix-Rouge libanaise (durant la guerre du Liban et dans l'après guerre), Ziad Majed s'est engagé entre 1994 et 1998 dans plusieurs campagnes citoyennes et a rejoint le Centre libanais des études politiques (Beyrouth) en tant que chercheur, le Conseil culturel du Liban Sud, et l'association libanaise pour la démocratie des élections (dont il est devenu secrétaire général).  
En 1999, il a rejoint l'Institut International pour la Démocratie à Stockholm (Suède), où il a coordonné le programme de recherche sur le monde arabe et dirigé des publications sur la société civile en Egypte, en Jordanie et au Yémen.   
De retour à Beyrouth en 2001, il a rédigé plusieurs études pour le Programme des Nations unies pour le Développement, publié des articles hebdomadaires dans la presse libanaise, et travaillé en tant que consultant pour Internews et pour plusieurs organisations locales et internationales de droits humains.  
En 2004, il a contribué à la fondation du mouvement de la gauche démocratique (avec Samir Kassir, Elias Khoury et de nombreux intellectuels, politiciens, étudiants et militants), et a participé au soulèvement de l'indépendance en mars 2005, quand un million de Libanais ont manifesté à Beyrouth contre les assassinats politiques et contre l'hégémonie du régime syrien,.
En 2006, Majed s'est installé en France où il a obtenu un doctorat en science politique de l'Institut d'études politiques de Paris (Sciences Po). Sa thèse portait sur la crise du modèle de la démocratie consociative. 
En 2007, il a fondé avec des chercheurs du Maroc, de l'Algérie, de la Tunisie, de l'Égypte, de la Jordanie, du Liban, et du Yémen un réseau pour les études sur la démocratie (le ANSD).
En 2010, il a rejoint à l'université américaine de Paris, où il enseigne depuis les études du Moyen-Orient et les relations internationales. 
Il visite régulièrement le Liban pour organiser ou participer à des manifestations politiques et culturelles.
Ziad Majed a publié plusieurs ouvrages sur la Syrie, la politique régionale de l'Iran et sur le Liban. Il continue à publier régulièrement des articles dans la presse libanaise (Megaphone, L'Orient Littéraire et Daraj), française (Le Monde, Libération, et Médiapart) et panarabe (Al-Quds Al-Arabi). Il publie aussi des papiers et des analyses dans Al-Jazeera Studies Center, Confluences, AOC et la Revue d'études palestiniennes (dont il est membre du comité éditorial). 
Il anime un blog en arabe, un autre en français et en anglais, et un troisième dans les trois langues sur le football.

## Publications
- Le Printemps de Beyrouth et l'état inachevé, Dar Annahar, Ziad Majed, 2006
- (en) Hezbollah and the Shiite community, Aspen Institute, Ziad Majed, 2010
- La Révolution orpheline, L'Orient des livres/Actes Sud, Ziad Majed, 2014[11]recensé dans « Syrie, l’État barbare », sur www.laviedesidees.fr (consulté le 17 avril 2016)

- (en) Iran and its four Arab fronts, Sadighi Annual Lectures, International Institute of Social Justice, 2017
- Dans la tête de Bachar al-Assad, avec Subhi Hadidi et Farouk Mardam-Bey, Actes Sud, 2018[12]